# Žilče
Žilče (makedonsky: Жилче) je vesnice v Severní Makedonii. Nachází se v opštině Jegunovce v Položském regionu.

## Geografie
Žilče se nachází v oblasti Položská kotlina, v jihozápadní části opštiny Jegunovce. Obec je rovinatá a leží v nadmořské výšce 416 metrů. Od města Tetovo je vzdálená 12 km.
Vesnicí prochází regionální silnice 29274, která spojuje Šemševo a Lešok. Kolem vesnice jsou rozlehlá pole a louky.
Rozloha vesnice je 4,9 km2. Nejrozšířenější je zde orná půda o rozloze 460,4 ha. Vesnice plní především zemědělskou funkci, jsou zde především trhy s potravinami.

## Historie
Není známo, kdy byla vesnice založena, z čehož se usuzuje, že je velmi stará. Do roku 1922 stál ve vesnici kostel zasvěcený sv. Mikulášovi, poté byl zbourán a postaven nový a větší.
Podle místních lidových tradic byl ve vesnici velmi častý výskyt moru a obyvatelstvo téměř celé vymřelo.
Do osvobození od Turků zde ve vesnici žili 3 bejové, kteří vesnici vlastnili - Rufat Aga, Adem Aga a Abdul Majid Aga. Pro práci na svých panství využívali mladé chlapce z vesnice Lukovica.
Podle statisticky Vasila Kančova z roku 1900 žilo ve vesnici 260 obyvatel makedonské národnosti a pravoslavného vyznání.

### Vojenské konflikty
Během krátkého etnického konfliktu v Makedonii se do bojů zapojilo i obyvatelstvo Žilče, které bylo v drtivé většině makedonské národnosti.
V červenci roku 2001 byla dva obyvatelé Žilče zmrzačeni albánskými teroristy, když se snažili zachránit několik dětí v mešitě Neprošteno.
Vesnice byla během celé občanské války napadána albánskými extrémisty z vesnic Šemševo, Palatica, Ozormište, Treboš a Slatino. V srpnu roku 2001 byla vesnice zcela dopravně odříznuta od světa.

## Demografie
Podle sčítání lidu z roku 2001 žije ve vesnici 543 obyvatel. Etnické skupiny jsou:
- Makedonci – 515
- Albánci – 2
- ostatní – 26

| Rok          | 1900 | 1905 | 1948 | 1953 | 1961 | 1971 | 1981 | 1991 | 1994 | 2002 | 2021 |
| ------------ | ---- | ---- | ---- | ---- | ---- | ---- | ---- | ---- | ---- | ---- | ---- |
| Obyvatelstvo | 260  | 240  | 710  | 759  | 740  | 770  | 786  | 696  | 648  | 650  | 543  |